# Cyrtognatha catia
Cyrtognatha catia là một loài nhện trong họ Tetragnathidae.
Loài này thuộc chi Cyrtognatha. Cyrtognatha catia được miêu tả năm 2009 bởi Dimitrov & Hormiga.